# Василий (Лостен)
Василий Гарри Лостен (укр. Василь Гаррі Лостен, англ. Basil Harry Losten; 11 мая 1930, Чесапик-Сити, Мэриленд — 15 сентября 2024, Стамфорд) — епископ стемфордский с 20 сентября 1977 года по 3 января 2006 года.

## Биография
Василий Лостен родился 11 мая 1930 года в семье украинских грекокатоликов. Обучался в Высшей духовной семинарии святого Василия Великого в Стемфорде. 19 июня 1957 года Василий Лостен был рукоположён в священника.
15 марта 1971 года Римский папа Павел VI назначил Василия Лостена титулярным епископом Аркадиополя и вспомогательным епископом филадельфийской архиепархии. 25 мая 1971 года Василий Лостен был рукоположён в епископа, которое совершил архиепископ филадельфийский Амвросий Сенишин в сослужении с чикагским епископом Ярославом Габро и епископом Пассейика Михаилом Дудиком.
20 сентября 1977 года Василий Лостен был назначен епископом Стемфорда.
В 1996 и 1997 годах совершал богослужения в Русском католическом приходе св. Архангела Михаила на Манхеттене в Нью-Йорке.
3 января 2006 года вышел на пенсию.
Лостен умер ранним утром 15 сентября 2024 года после непродолжительной болезни в больнице в Стамфорде, штат Коннектикут. Ему было 94 года.